# شاختبایش
شاختبایش (به آلمانی: Schachtebich) یک شهر در آلمان است که در آیشسفلد واقع شده‌است. شاختبایش ۲۶۹ نفر جمعیت دارد.